# SN 2008gr
SN 2008gr – supernowa typu II-P odkryta 29 października 2008 roku w galaktyce IC1579. W momencie odkrycia miała maksymalną jasność 17,20m.